# بريان غرين (سياسي)
بريان غرين (بالإنجليزية: Bryan Green)‏ هو نقابي وسياسي أسترالي، ولد في 30 يونيو 1957 في ولونغونغ في أستراليا. حزبياً، نشط في حزب العمال الأسترالي. وقد انتخب Leader of the Opposition (Tasmania) ‏ (31 مارس 2014 – 17 مارس 2017) وانتخب عضو مجلس نواب تسمانيا عن دائرة Division of Braddon (state) ‏ (29 أغسطس 1998 – 17 مارس 2017).